# Garibaldi (Oregon)
Garibaldi (kiejtése: [ɡærᵻˈbɔːldi]) az Amerikai Egyesült Államok északnyugati részén, Oregon állam Tillamook megyéjében helyezkedik el.
A 2010. évi népszámlálási adatok alapján 779 lakosa van. A város területe 3,55 km², ebből 0,98 km² vízi.

## Történet
Az első jelentősebb telektulajdonos Daniel Bayley volt, aki az amerikai polgárháború után költözött a Tillamook-öbölbe. A mai Bay Lane-en egy hotelt és egy boltot nyitott. 1867-ben felosztotta a Bayley Park Additiont, majd 1869. május 15-én Ulysses S. Grant, az USA elnöke hivatalosan is nekiadta a területet. 1870-ben Grant a város postamesterévé nevezte ki, valamint neki kellett elneveznie a települést. Ez évben Giuseppe Garibaldi segített Olaszország egyesítésében; Bayley ezért róla nevezte el a területet.
A város első iskolája (Hobson School) 1896-ban épült. 1907-ben az iskolát átköltöztették nem messze attól a ponttól ahol ma áll, a Cypress és Driftwood utcák között, a nagy „G” betű alatt. 1926-ban megnyitották a város új középiskoláját; addig a diákok Bay Citybe jártak. 1954-ben a térség középiskoláit a Rockaway Beach-i  Neah-Kah-Nie High Schoolba olvasztották. Ezután a Garibaldi High School általános iskolaként működött tovább.
A Whitney-bányát 1921-ben nyitották meg. Mára már csak a Hammond Company által 1927–28 között gyártott magas kémény maradt meg.
Garibaldit 1946-ban alapították. Az 50-es évek során a város lakossága 1500 fölé nőtt, mivel az Oceanside Lumber Company és az Oregon-Washington Plywood Corporation egy-egy bányát nyitottak itt. Ugyan utóbbi a késő 70-es évek során bezárt, előbbi a mai napig működik.

## Éghajlat
A legcsapadékosabb a november–január, a legszárazabb pedig a július–augusztus közötti időszak. A legmelegebb hónap augusztus, a leghidegebb pedig december.
| Hónap                         | Jan.  | Feb.  | Már. | Ápr. | Máj. | Jún. | Júl. | Aug. | Szep. | Okt. | Nov.  | Dec.  | Év    |
| ----------------------------- | ----- | ----- | ---- | ---- | ---- | ---- | ---- | ---- | ----- | ---- | ----- | ----- | ----- |
| Rekord max. hőmérséklet (°C)  | 20,6  | 22,8  | 22,8 | 28,9 | 38,3 | 33,3 | 38,9 | 38,9 | 36,1  | 33,3 | 26,7  | 20,6  | 38,9  |
| Átlagos max. hőmérséklet (°C) | 11,1  | 12,2  | 13,3 | 14,4 | 16,7 | 18,3 | 20,0 | 20,6 | 20,6  | 17,2 | 13,3  | 10,6  | 15,7  |
| Átlaghőmérséklet (°C)         | 7,0   | 7,5   | 8,3  | 9,4  | 11,7 | 13,6 | 15,0 | 15,3 | 14,2  | 11,7 | 8,9   | 6,4   | 10,8  |
| Átlagos min. hőmérséklet (°C) | 2,8   | 2,8   | 3,3  | 4,4  | 6,7  | 8,9  | 10,0 | 10,0 | 7,8   | 6,1  | 4,4   | 2,2   | 5,8   |
| Rekord min. hőmérséklet (°C)  | −17,2 | −15,0 | −7,8 | −5,0 | −3,9 | 0,6  | 1,1  | 0,6  | −2,8  | −7,2 | −10,0 | −15,6 | −17,2 |
| Átl. csapadékmennyiség (mm)   | 342   | 254   | 246  | 180  | 119  | 91   | 36   | 33   | 76    | 175  | 351   | 335   | 2238  |
| Forrás: The Weather Channel   |       |       |      |      |      |      |      |      |       |      |       |       |       |

## Népesség

### 2010
A 2010-es népszámláláskor a városnak 779 lakója, 384 háztartása és 22 családja volt. A népsűrűség 303,8 fő/km². A lakóegységek száma 524, sűrűségük 204,4 db/km². A lakosok 94,7%-a fehér, 0,1%-a afroamerikai, 0,8%-a indián, 0,9%-a ázsiai, 0,1%-a egyéb-, 3,3% pedig kettő vagy több etnikumú. A spanyol vagy latino származásúak aránya 3,5% (3% mexikói, 0,1% Puerto Ricó-i, 0,4% pedig egyéb spanyol/latino származású).
A háztartások 15,4%-ában élt 18 évnél fiatalabb. 47,4% házas, 8,1% egyedülálló nő, 2,3% pedig egyedülálló férfi; 42,2% pedig nem család. 33,9% egyedül élt; 13,3%-uk 65 éves vagy idősebb. Egy háztartásban átlagosan 1,99 személy élt; a családok átlagmérete 2,45 fő.
A medián életkor 55,1 év volt. A város lakóinak 12,5%-a 18 évesnél fiatalabb, 5,1% 18 és 24 év közötti, 13%-uk 25 és 44 év közötti, 41,4%-uk 45 és 64 év közötti, 28,1%-uk pedig 65 éves vagy idősebb. A lakosok 50,6%-a férfi, 49,4%-uk pedig nő.

### 2000
A 2000-es népszámláláskor a városnak 899 lakója, 436 háztartása és 251 családja volt. A népsűrűség 357,8 fő/km². A lakóegységek száma 584, sűrűségük 232,5 db/km². A lakosok 94,77%-a fehér, 1,78%-a indián, 0,67%-a ázsiai, 0,11%-a a csendes-óceáni szigetekről származik, 0,22%-a egyéb-, 2,45% pedig kettő vagy több etnikumú. A spanyol vagy latino származásúak aránya 1,33% (1% mexikói, 0,3% pedig egyéb spanyol/latino származású).
A háztartások 16,5%-ában élt 18 évnél fiatalabb. 47,5% házas, 6,4% egyedülálló nő; 42,4% pedig nem család. 32,4% egyedül élt; 17,4%-uk 65 éves vagy idősebb. Egy háztartásban átlagosan 2,04 személy élt; a családok átlagmérete 2,55 fő.
A város lakóinak 16,2%-a 18 évnél fiatalabb, 6,1%-a 18 és 24 év közötti, 21,4%-a 25 és 44 év közötti, 31,3%-a 45 és 64 év közötti, 25%-a pedig 65 éves vagy idősebb. A medián életkor 49 év volt. Minden 100 nőre 99,8 férfi jut; a 18 évnél idősebb nőknél ez az arány 103,5.
A háztartások medián bevétele 28 945 amerikai dollár, ez az érték családoknál $37 266. A férfiak medián keresete $30 938, míg a nőké $23 359. A város egy főre jutó bevétele (PCI) $18 075. A családok 6,9%-a, a teljes népesség 11,6%-a élt létminimum alatt; a 18 év alattiaknál ez a szám 10,5%, a 65 év felettieknél pedig 7,4%.

## Fordítás
Ez a szócikk részben vagy egészben  a   Garibaldi, Oregon című angol Wikipédia-szócikk ezen változatának fordításán alapul.  Az eredeti cikk szerkesztőit annak laptörténete sorolja fel. Ez a jelzés csupán a megfogalmazás eredetét és a szerzői jogokat jelzi, nem szolgál a cikkben szereplő információk forrásmegjelöléseként.